# Penta (Fisciano)

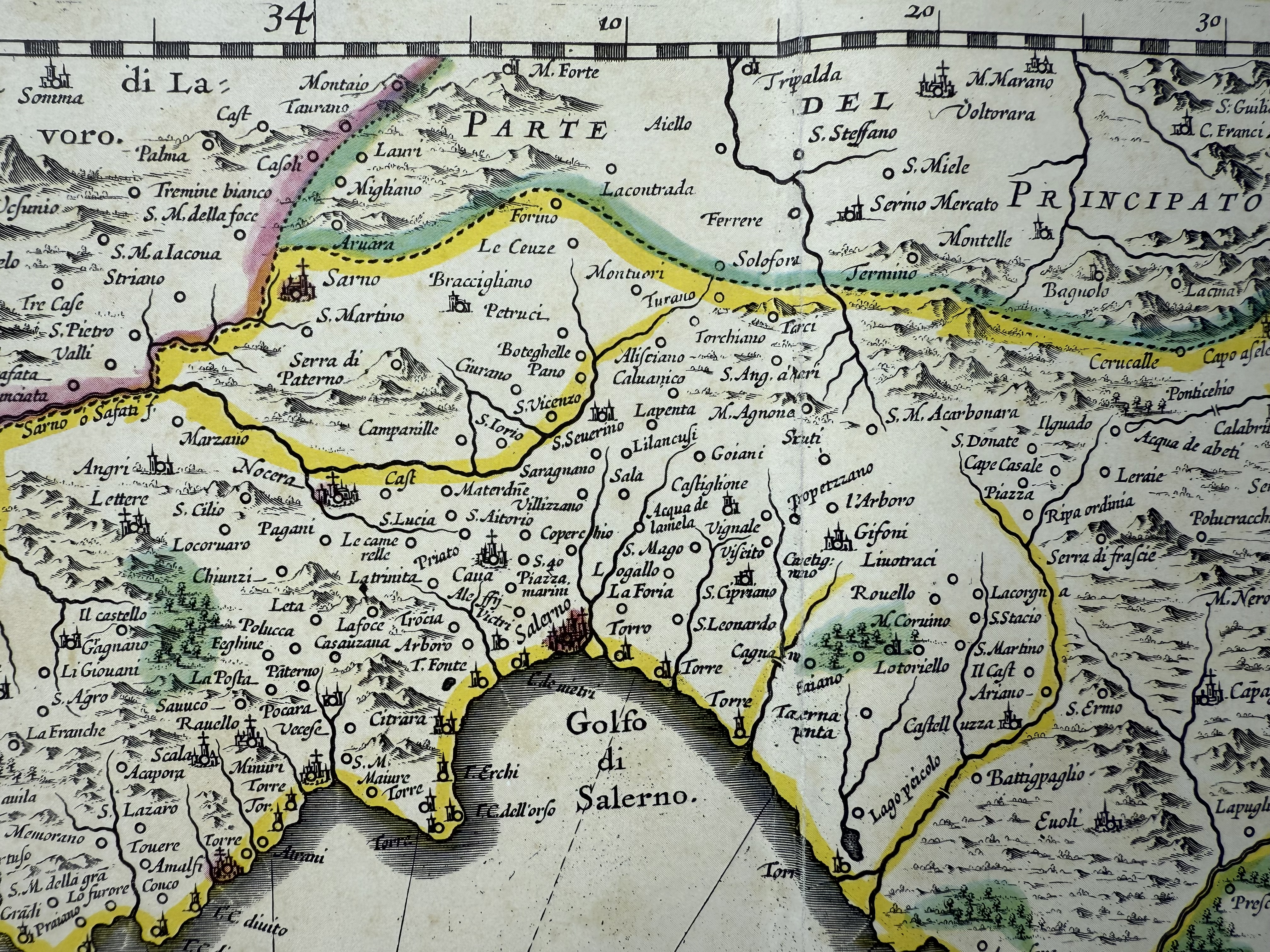
Il toponimo "Lapenta" in una mappa del 1640 di Willem Janszoon Blaeu

Penta è la seconda frazione del comune di Fisciano per ordine di popolosità, in provincia di Salerno.

## Origini del nome
Il toponimo Penta, è stato oggetto di diverse interpretazioni, spesso radicate nella tradizione locale e nella geografia del territorio nonché di studi etimologici nel corso degli anni.
Un'ipotesi suggestiva ma tuttavia poco verosimile, farebbe derivare il toponimo dal greco antico pente (πέντε), che significa “cinque”. Secondo tale teoria, il nome si riferirebbe a cinque antichi varchi o ingressi che delimitavano il villaggio: Porta Coeli (nella zona delle Fontanelle), Porta Sant’Anna (a Capo Penta), Porta San Rocco (al Lavinaio), Porta Lauria (a Capocasale) e una quinta porta minore, detta localmente 'o Vuccuo, situata nei pressi dell’attuale monastero.                                                                                                                       Questa interpretazione, sebbene suggestiva, è stata messa in discussione in quanto le “cinque porte” risulterebbero essere strutture di epoca più tarda e ciò farebbe supporre che il toponimo fosse già in uso prima della realizzazione di tali strutture urbiche.                                            Assai più convincente è la tesi del Natella, che, coerentemente con l'orografia del luogo, ritiene che il toponimo sia legato al corso "Penta" dunque "parte scoscesa di colle".
Il borgo, infatti, è situato su un costone collinare che domina la valle sottostante, diviso nelle borgate di Basso Penta e Capo Penta.

## Storia
Il documento più antico in cui appare per la prima volta Penta è del 1011, e consiste in un atto di concessione di terre «in finibus rotensis locis, ubi sisciano, et lapenta, et saba, et catabasi, et luriniano dicitur». La storia del paese è legata alle vicende del gastaldato longobardo di Rota e poi a quelle dello Stato di Sanseverino.
Nel 1048 il casale di Penta appartiene al monastero di Santa Sofia di Salerno.
Le prime notizie sulle due chiese di Penta - quella di San Bartolomeo Apostolo e quella di Santa Maria delle Grazie - risalgono invece al 1309.
Il casale ha avuto una certa fortuna nell'età medievale e sino al periodo vicereale, in quanto feudo di casa Sanseverino. Gli esponenti di questa potente famiglia feudataria, ch'ebbe il titolo principesco su Salerno (1456), dal XV secolo furono ritenuti per cariche, per titolo e per onori, i primi baroni del regno, e sebbene la loro roccaforte strategica fosse nei feudi cilentani, quella amministrativa ed economica era senza dubbio rappresentata dallo Stato di Sanseverino, in cui Penta ebbe un ruolo preponderante[4].
Nel periodo aragonese (XV-XVI secolo) Penta acquisì notevole importanza, per la presenza dei notai Paolo de Ansalone e Masullo de Riccardo e perché ospitò la Principessa Marina d'Aragona, vedova del Principe di Salerno Roberto II Sanseverino, cugina di Ferdinando II d'Aragona, Re di Aragona, Castiglia e Leon, Navarra, Sicilia, Sardegna e Napoli, zia della Regina di Castiglia Giovanna di Castiglia e prozia dell'Imperatore Carlo V d'Asburgo.
La principessa fu ospitata tra il 1508 e il 1510 nel Palazzo Guerrasio (già Barracano), una sontuosa residenza in stile aragonese che ancora oggi, sebbene danneggiata da recenti impropri interventi di ristrutturazione, insiste in Via Casa Gaiano nei pressi di Piazza Rocco Galdieri. Al periodo aragonese risale anche la costruzione di altri palazzi gentilizi, per la corte e per ospitare delegazioni diplomatiche.
Purtroppo, nel 1583, Penta seguì le sorti di tutti i casali dello Stato dei Sanseverino e, venduta da don Ferrante Gonzaga, passò prima al Duca di Nocera, Ferrante Carafa e poi ai Caracciolo.
L'impianto urbano è caratterizzato dalle due chiese che hanno polarizzato due rispettivi quartieri piuttosto popolosi e adornati da numerosi palazzi antichi dai portali fastosi, tra i quali si segnala il Palazzo della Principessa Maria d'Aragona-Sanseverino (1509), poi Barracano; il Palazzo Pacileo (1601), che nel portale rielabora ed amplia i temi del palazzo precedente; la Casa d'Auria (1586) che presenta un bellissimo stemma in pietra sopra la chiave di volta a Porta Le Fontanelle; i Palazzi Celentano (sec. XVI) e D'Auria (sec. XVI) al bivio Penta; il Palazzo Ansalone (XVII sec.) in via San Rocco; il Palazzo Nicodemi (sec. XIX) in via Rubino Nicodemi; il Palazzo Petrone (sec. XVII) poi divenuto convento di Santa Cecilia di fronte all'obelisco, in piazza Vittorio Emanuele.
Tra il XVII e il XVIII secolo Penta fu caratterizzata, come le vicine Salerno, capoluogo del Principato Citeriore, Lancusi (sede della Reale Manifattura dei Piastrinari), Calvanico, Solofra, San Severino e Saragnano (centro che diede i natali a Nicolò Fumo) da una fervente attività artistico-artigianale e manifatturiera.
Non va dimenticata la manifattura di ceramica D'Auria di Penta che aveva sede attiva fino al XVII secolo nel palazzo omonimo ancora esistente presso la piazza principale del paese. Protagonista del panorama artistico del Principato Citra e Ultra fu il pentano Michele (Michelangelo) Ricciardi, pittore, nato a Foggia l'8 ottobre del 1671 da una famiglia originaria di Penta.
Nel 1656 venne colpita da una terribile pestilenza, durante la quale si diffuse il culto di San Rocco, eletto santo patrono del paese.
Agli inizi dell'Ottocento, in seguito alla promulgazione delle leggi eversive del 1809, il monastero dei Padri Virginiani fu chiuso e venduto a Vincenzo D'Anna, duca di Laviano, che lo trasformò in residenza nobiliare, per poi venderlo all'inglese Richard Keppel Craven (13 aprile 1779 – 24 giugno 1851), nobile e viaggiatore che la trasformò in una stupenda residenza signorile con un ricco giardino, che ospitò importanti personalità e compiendo altre importanti opere pubbliche per la comunità di Penta come l'edificazione, a proprie spese, una fontana pubblica nel largo di San Rocco e la ricostruzione della sede della Confraternita del paese, la Congrega di San Rocco, situata in via Lavinaio.
Durante il decennio francese (1808-15), con la soppressione della feudalità e la riorganizzazione del Regno di Napoli, lo Stato dei Sanseverino fu diviso nei quattro comuni di Mercato San Severino, Calvanico, Baronissi e Fisciano, di cui appunto Penta divenne frazione.

## Geografia fisica

### Posizione
Il paese sorge nella zona collinare della Valle dell'Irno, ad 1 km da Lancusi e da Orignano. Da Fisciano dista 1,5 km, meno di 1 dall'Università degli Studi di Salerno, 2 da Sava di Baronissi, 3 da Baronissi, 3 da Gaiano e 9 da Salerno.

### Caratteristiche
Il sito urbano si è sviluppato dal centro storico in direzione sud, sulla strada provinciale per Fisciano, concentrando in questa zona la gran parte dei suoi esercizi pubblici. Più in collina si trova la contrada di Capo Penta, composta da antiche abitazioni e terminante nella chiesa di Santa Maria delle Grazie. Nei pressi di questa zona è sorto, dal 2004, un nuovo quartiere residenziale che ha ulteriormente ingrandito le dimensioni urbane del paese, nella zona di Migliano. Altra contrada vicinale di Penta è Mesanole, situata nei pressi dello stadio comunale, a metà strada fra l'università ed il centro del paese.

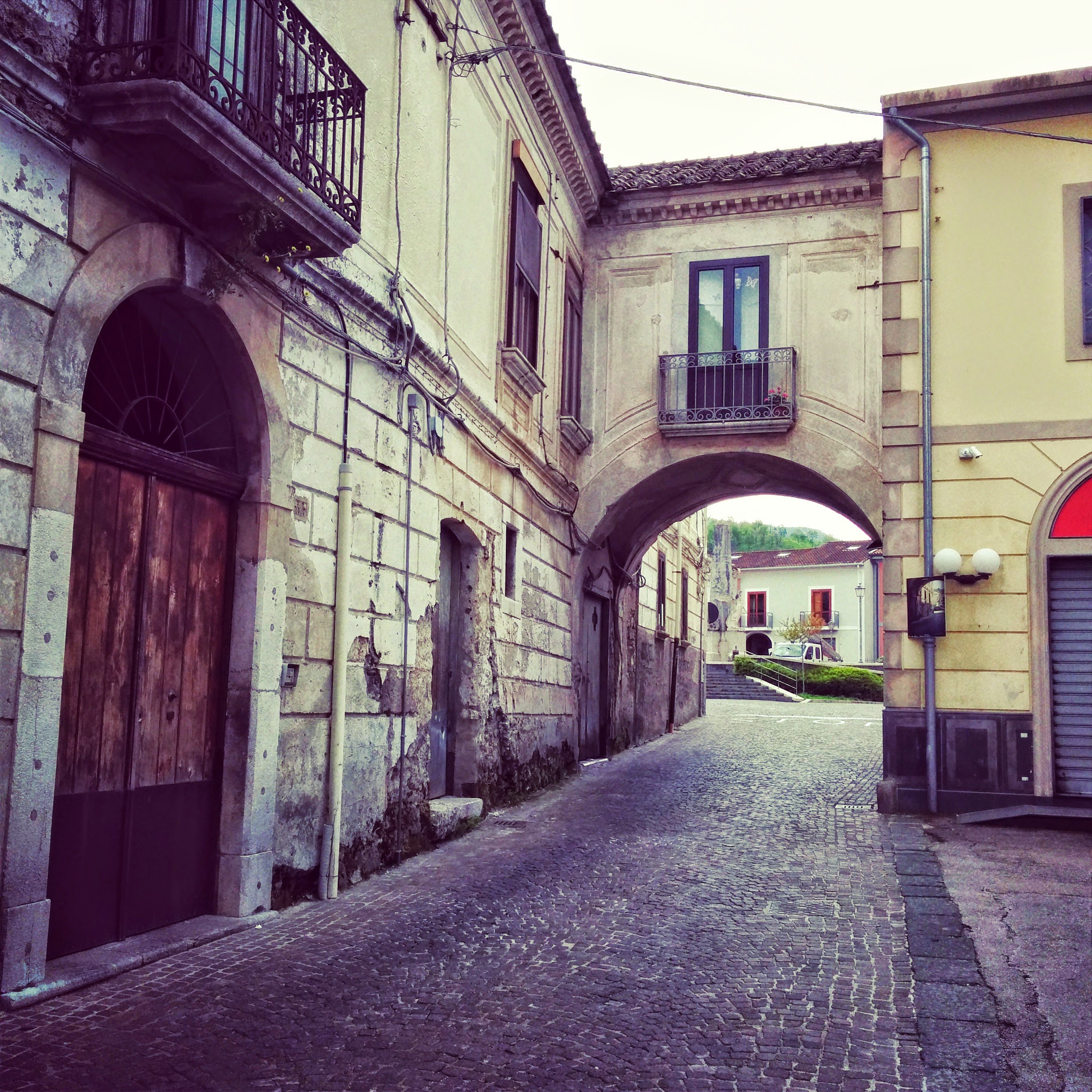
Via San Rocco, Penta

Da un punto di vista urbanistico vi si notano due aree nettamente distinte, Capo Penta (o Penta di sopra) e Basso Penta (o pie' di Penta), ciascuna legata ad una parrocchia e distinta dall'altra. Questi due nuclei comunicano tra di loro, sicuramente già nell'età svevo-angioina (quando le pergamene di Montevergine  ci danno una visione unitaria del borgo), attraverso un tracciato viario di impronta medievale che segue l'orografia del luogo. Ma l'impianto urbano si fa notare anche per un'altra particolarità, e cioè in quanto costituisce un notevole esempio di sede dei quartieri di lignaggio studiati dal Delille e dal Rescigno.
La località di Capo Penta è in tal senso egemonizzata, lungo i secc. XV e XVI, dal lignaggio degli Auria, del quale è ancora possibile ammirare l'antica sede della Casa in prossimità di Porta a le Fontanelle. Dalla stessa Porta sino all'incrocio con l'antico asse viario un tempo detto La Croce o Li Nicodemi si sviluppano, nello stesso periodo, Li Celentani, quartiere in cui nel sec. XVI si notano anche altre presenze (Auria, Villari, de Riczardi o Ricciardi).
La località di Basso Penta, invece, almeno sino a tutto il sec. XIV è monopolizzata dai verginiani e dall'importante presenza dei Gaiano, una famiglia feudale che si divide tra Penta e il vicino borgo di Gaiano, dei Pacileo e dagli Ansalone, lignaggi che nel pieno sec. XV divideranno il territorio con gli Antinori, con i Petroni, con i Cioffi e con i Barracano.

## Monumenti e luoghi d'interesse

### Edifici religiosi

#### Ex Monastero di Sant'Andrea
Nel 1140 i Padri Verginiani presero possesso del monastero dedicato a Sant'Andrea, fondato probabilmente dallo stesso Patriarca dei Verginiani, San Guglielmo da Vercelli. La presenza dei Verginiani influì molto sulla coltivazione di erbe medicinali e sulla costruzione di opifici. Tanto più che nel XIV secolo Penta divenne uno dei centri più importanti della Congregazione.

#### Chiesa di San Bartolomeo Apostolo

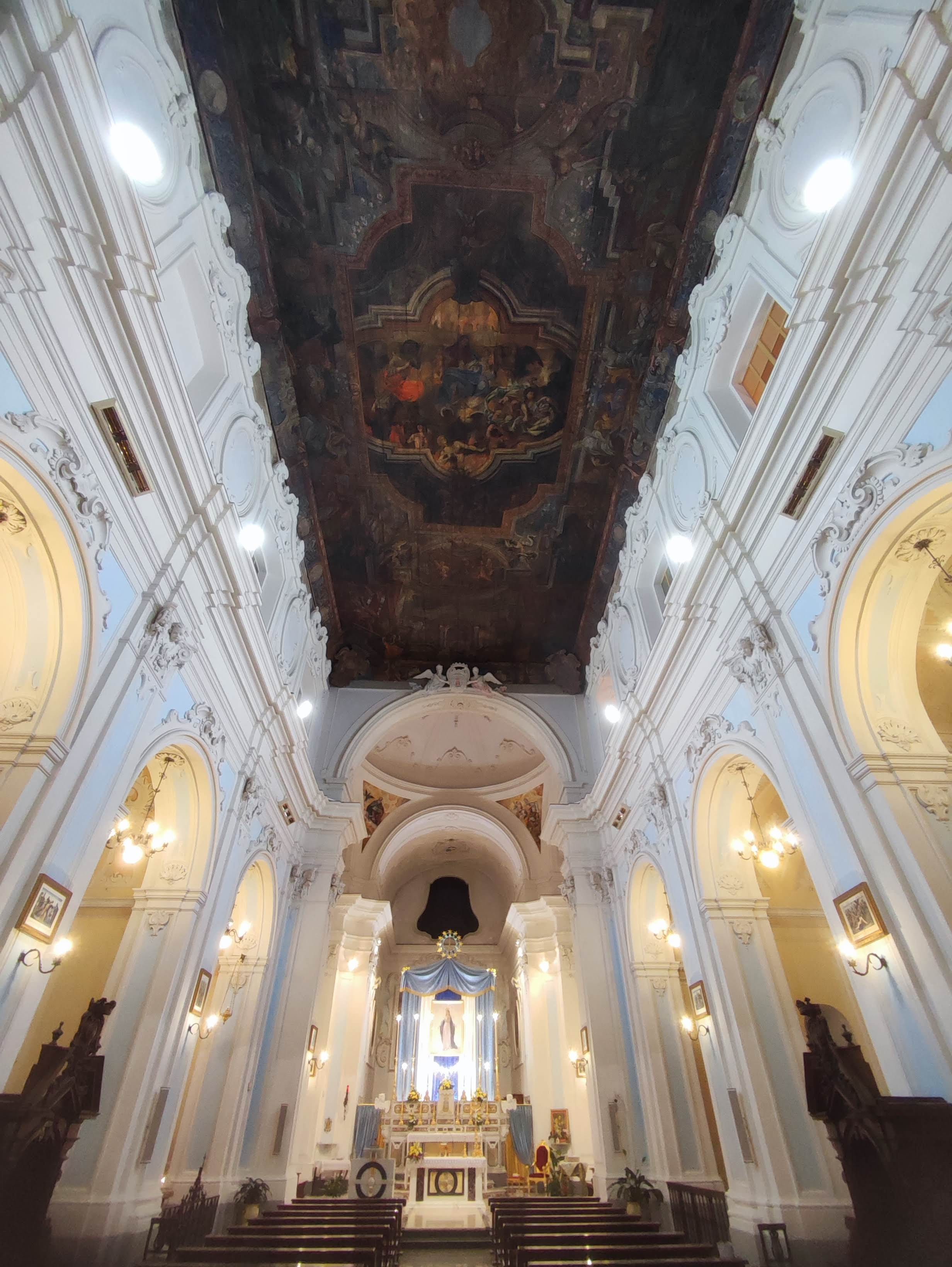
Navata centrale e tavolato ligneo (Chiesa di San Bartolomeo Apostolo)

La chiesa di San Bartolomeo Apostolo, è parte integrante dell'ex monastero di Sant'Andrea, poi diventato monastero dei Padri Virginiani, situata in piazza Parroco Giuseppe Ricciardi. In origine parte di detto monastero, fu chiesa abbaziale fino al 1807, anno della soppressione del cenobio, e in seguito chiesa della parrocchia di San Bartolomeo Apostolo, fondata nel 1511. La chiesa è a un'unica navata con nicchie laterali. Rilevante è l'organo, recuperato dopo il crollo del soffitto con il terremoto del 1980.
Nel 1493 il pittore Cristoforo Scacco di Verona realizzò per la chiesa di San Bartolomeo un trittico su commissione di un tale "Sagisius de Sagisio". Tale opera si trova oggi alla Reggia di Capodimonte (Napoli).

#### Congrega di San Rocco
La congrega di San Rocco, situata in via Lavinaio, risale al XVIII secolo.

#### Oratorio Immacolata Concezione
L'oratorio Immacolata Concezione è situato in p.zza Vittorio Emanuele, fino al 1807 è stata la chiesa parrocchiale di San Bartolomeo Apostolo di Basso Penta, poi trasferitasi nella chiesa di Santa Maria delle Grazie del monastero dei Padri Verginiani. Nel 2013 è stato convertito in oratorio parrocchiale.

#### Chiesa di Santa Maria delle Grazie

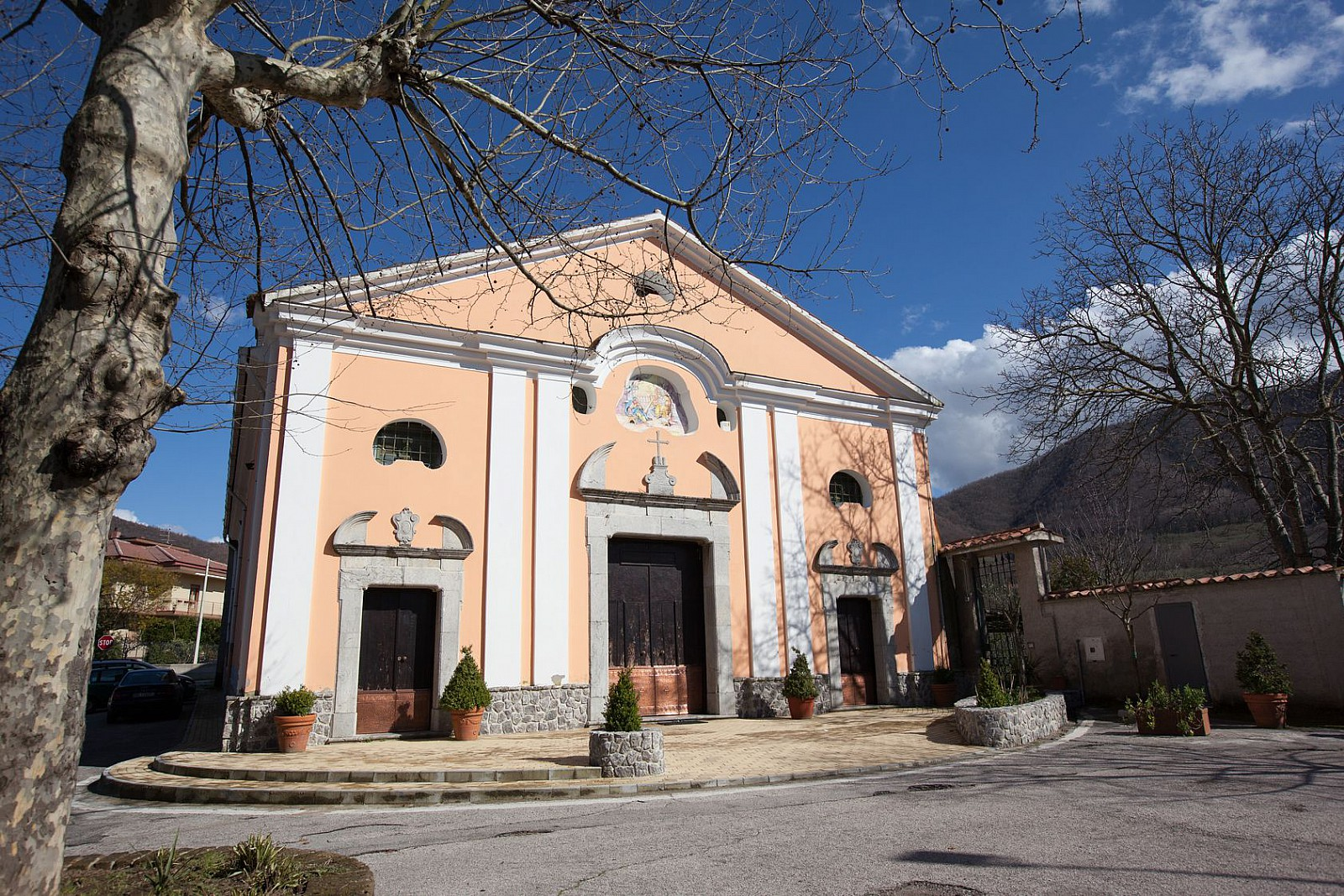
Chiesa di Santa Maria delle Grazie

La chiesa di Santa Maria delle Grazie, situata in via Giovanni Amendola, venera il culto di Sant'Anna (Compatrona di Penta) e San Gioacchino.

#### Ex Convento Santa Cecilia
L'ex Convento di Santa Cecilia, è situato in piazza Vittorio Emanuele, precedentemente era collocato il Palazzo Petroni risalente al XVII secolo.

#### Obelisco di San Rocco
Monumento del 1736, spostato dalla sua antica locazione nel 1886 in piazza Vittorio Emanuele, è dedicato al Santo Patrono di Penta.

#### Chiesa di Santa Maria Porta Coeli

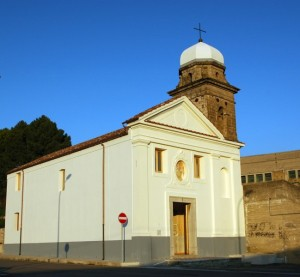
Chiesa di Santa Maria Porta Coeli, Penta

La chiesa di Santa Maria Porta del Cielo (o Porta Coeli), ha un impianto ad un'unica navata ed è situata in via Gaetano Scippa, presso lo Stadio Comunale "Pasquale Vittoria".
Poche sono le notizie su questa piccola struttura situata ai confini dell’abitato di Penta in una località, i Mariscoli, senz’altro legata all’Abbazia di Montevergine di Penta.                                   Nel 1305 fu redatto l'atto di permuta" con cui Tommaso II Sanseverino entrò in possesso della grancia verginiana di Padula, con annessi diritti, ragioni e dipendenze, cedendo all'Abbazia di Montevergine quattro suoi poderi, siti nelle pertinenze del castello di San Severino, tra i quali la starza di Mariscoli a Penta ed altre terre nello stesso casale.

#### Ruderi della cappella di San Sossio
I ruderi della cappella di San Sossio, costruita sull’omonimo colle che domina Penta e abbandonata nel XVI secolo, sono la più antica testimonianza religiosa della zona a nord-est di Salerno.
La costruzione della cappella di piccole dimensioni con annesso invaso di cisterna e probabilmente di una cella monastica di obbedienza potrebbe risalire al X-XI secolo, costruita simultaneamente o in concomitanza della traslazione delle reliquie del Santo nel 904 a Napoli. La cappella con abside semicircolare, parzialmente crollato, fu realizzata in pietra locale e i ruderi superstiti sono visibili dalla strada panoramica che da Fisciano conduce a Gaiano.
Dalla tradizione è stata tramandata una leggenda, riportata anche da storici locale, che vuole le ossa del Santo essere state seppellite in questa chiesa e non a Napoli. Nel 2002 alcuni operai impegnati nell’opera di riforestazione attorno ai ruderi ritrovarono ossa umane all’interno di un pregevole altare ma la Sovrintendenza di Salerno-Avellino non ritenne opportuno indagare.

## Cultura

### Istruzione

#### Scuole
Le scuole dell'obbligo situate in via Giacomo Matteotti, sono:
- Micronido comunale “Il giardino dei bambini”;
- Scuola dell'infanzia "Carmela Rinaldi";
- Scuola primaria "Michele Ricciardi".

Fanno parte dell'Istituto Comprensivo "Don Alfonso De Caro" di Fisciano - Lancusi Archiviato il 10 agosto 2017 in Internet Archive..

#### Università
Fino all'anno 1998 in piazza Vittorio Emanuele era situata la Facoltà di Farmacia dell'Università degli Studi di Salerno, poi spostatasi al Campus di Fisciano. Di fronte alla ex Facoltà di Farmacia dell'Università degli Studi di Salerno sorge un'antica casa del comune di Fisciano, risalente al XVII

## Società

### Religione
La maggioranza della popolazione è di religione cristiana di rito cattolico[7]; la frazione appartiene all'Arcidiocesi di Salerno-Campagna-Acerno. La parrocchia della frazione è San Bartolomeo Apostolo, Santa Maria delle Grazie e Santa Lucia, con sede in piazza Parroco Ricciardi.

#### Feste religiose
- Festa di Sant'Anna e San Gioacchino (26 luglio)
- Festa di San Rocco (16 agosto)

##### Festa di San Rocco
La festa di San Rocco, che ricorre il 16 agosto, rappresenta per Penta un momento di grande unità e intimità con le proprie radici. I festeggiamenti religiosi, iniziano alle ore 5:30 del mattino, con la tradizionale benedizione dell'acqua di San Rocco e si conclude con l'imponente processione in onore del Santo Patrono di Penta, che è anche il Compatrono del Comune di Fisciano e del Mandamento.

### Tradizione

#### Eventi sportivi
- Strafisciano e Chiavi della Città (presso Stadio Comunale "Pasquale Vittoria")

#### Eventi enogastronomici
- Festa del Cervo (luglio 2016)
- Festa della "mulignana cu a ciucculata" (dal luglio 1986 ad oggi)
- Festa della salsiccia (dall'agosto 2004 ad oggi)

#### Sapori tipici
Milza, melanzane cu a ciucculata, nocciola.

#### Gastronomia
A livello gastronomico a Penta ci sono molti pub, pizzerie e birrerie, grazie alla presenza di giovani che vi soggiornano per la vicinanza con l'Università degli Studi di Salerno.

## Infrastrutture e trasporti
La frazione è servita da autobus locali dell'azienda di trasporti BusItalia Campania a cadenza oraria, sulle tratte:
- Baronissi-Fisciano-Calvanico,
- Mercato San Severino-Fisciano-Gaiano
- Fisciano Università-Baronissi-Acquamela.

### Autostrade
L'intero territorio fiscianese è attraversato dall'autostrada A30 Caserta-Salerno e dal Raccordo autostradale 2 Salerno-Avellino.
La frazione è raggiungibile dal raccordo autostradale 2 Salerno-Avellino:
- Uscita Lancusi - Baronissi Nord: situata al confine tra i comuni di Fisciano e Baronissi, è comoda per raggiungere il Dipartimento di Medicina, Chirurgia e Odontoiatria "Scuola Medica Salernitana" dell'Università degli Studi di Salerno, oltre che, i centri urbani delle frazioni Lancusi, Bolano, Penta e Gaiano.
- Uscita Università (solo da e per Salerno): aperta nell'anno 2007 per decongestionare il traffico dei pendolari provenienti dalla zona sud della regione diretti al campus dell'Università degli Studi di Salerno. Comoda anche per raggiungere la frazione Penta e lo Stadio Comunale "Pasquale Vittoria", oltre che il centro del comune capoluogo.

### Strade
- Strada Provinciale 24/b Bivio Gaiano-Castiglione del Genovesi-S.Cipriano Picentino.
- Strada Provinciale 91 Innesto SS 88-Penta-Fisciano.
- Strada Provinciale 191 Lancusi-Stazione di Fisciano-Innesto SS 88.
- Strada Provinciale 219 Baronissi-Penta-Gaiano.
- Strada Provinciale 450 Uscita Fisciano-Università.
- Strada Provinciale 451 Raccordo SA-AV-uscita Università-Innesto SP 91.

### Ferrovie

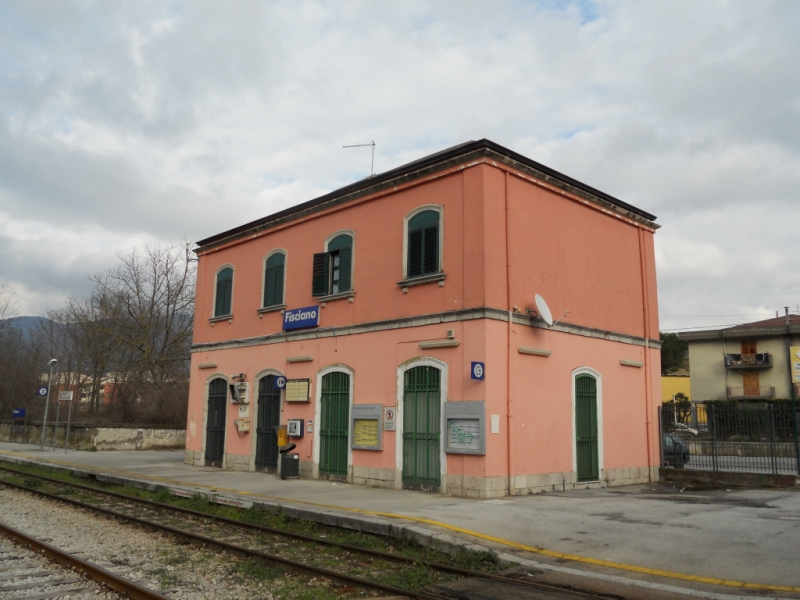
Stazione di Fisciano, Lancusi

La ferrovia più vicina per la frazione Penta è la Stazione di Fisciano, situata nella frazione Lancusi. Raggiungibile con mezzi pubblici (autobus), è dislocata a ridosso della Strada statale 88 dei Due Principati. Fa parte della linea ferroviaria Salerno-Mercato San Severino.

## Sport

### Impianti sportivi
Il principale impianto sportivo presente sul territorio di Fisciano è lo Stadio Comunale "Pasquale Vittoria", situato in via Gaetano Scippa. Altri impianti sportivi sono il Campetto di calcetto "Luigi De Simone" e il Bocciofilo in via Adamo Fortunato.